# Stubpølsekapsel
Stubpølsekapsel (Herzogiella seligeri), ofte skrevet stub-pølsekapsel, er et ret almindeligt mos i Danmark på træstubbe i skove. Arten er opkaldt efter den schlesiske præst og botaniker Ignaz Seliger (1752-1812).